# 폴 웰즈
폴 웰즈(Paul Wells)는 영국 리버풀 출생의 프랑스의 개혁신학자이다. 미국 필라델피아에 있는 웨스트민스터 신학교에서 공부했으면 프랑스 남부 엑상프로방스에 있는 칼빈신학교에서 조직신학 교수로 있다. 세계개혁신학회 주 강사이며 현재 학회지 <Unio cum Christo>의 편집위원장이다.